# Кейт (ураган, 1985)
Ураган «Кейт» (англ. Hurricane Kate) — останній з тропічних циклонів, які вплинули на Сполучені Штати протягом 1985 року. Це був одинадцятий названий шторм, сьомий ураган і третій великий ураган сезону атлантичних ураганів 1985 року. Кейт була останнім ураганом, який обрушився на Флориду в листопаді до урагану Ніколь у 2022 році.
«Кейт» вперше зійшов на північне узбережжя Куби з такою інтенсивністю, перш ніж виник як трохи слабший шторм у вечірні години 19 листопада. Після того, як він очистився від суші, він почав швидко посилюватися, ставши ураганом 3 категорії і досягнувши піку інтенсивності 120 миль/год (195 км/год) наступного дня. 21 листопада холодний фронт, що рухався через долину Міссісіпі, спричинив північний і зрештою  північно-східний поворот циклону, а 22 листопада Кейт вийшов на берег біля Мехіко-Біч, штат Флорида, як мінімальний ураган 2 категорії з вітром 100 миль/год (160 км/год). У міру просування циклону вздовж південного-сходу Сполучених Штатів відбулося поступове ослаблення і Кейт перейшла до позатропічного циклону 23 листопада, через день після виходу з узбережжя Північної Кароліни.
Загроза урагану Кейт на Кубі змусила евакуювати 360 тисяч людей. Сильні опади на Кубі спричинили численні селеві потоки та повені, що призвело до загибелі 10 людей і завдало серйозної шкоди сільському господарству. Пориви вітру, що перевищували інтенсивність урагану, призвели до масових відключень електроенергії, значних пошкоджень будівель і значної шкоди посівам. Загальний збиток склав приблизно 400 мільйонів доларів США, що робить його найруйнівнішим ураганом, який обрушився на острів за багато десятиліть. Готуючись до появи системи, було введено в дію багато попередженнь. Були евакуйовані сотні тисяч жителів, а також губернатор Флориди Боб Грем оголосив надзвичайний стан у шести округах; пізніше це було скасовано через відносно незначний вплив Кейт. Крім того, було відкрито багато притулків.
Коли Кейт обрушилася на Флориду, це стало першим ураганом, який обрушився на штат після урагану Елоїз в 1975 році. Штормові хвилі та повені знищили значну частину устричної промисловості, через що багато людей втратили роботу протягом кількох тижнів після шторму. Пориви понад 100 миль/год (160 км/год) спричинили повалені дерева та пошкодження будівель, тоді як поєднання вітру та дощу призвело до повалення стовпів електропередач. На решті південного сходу Сполучених Штатів кілька дюймів опадів призвели до раптових повеней, пошкодження доріг і великих пошкоджень дерев. Загалом Кейт призвела до 15 летальних випадків і завдала збитків на 700 мільйонів доларів.

## Метеорологічна історія

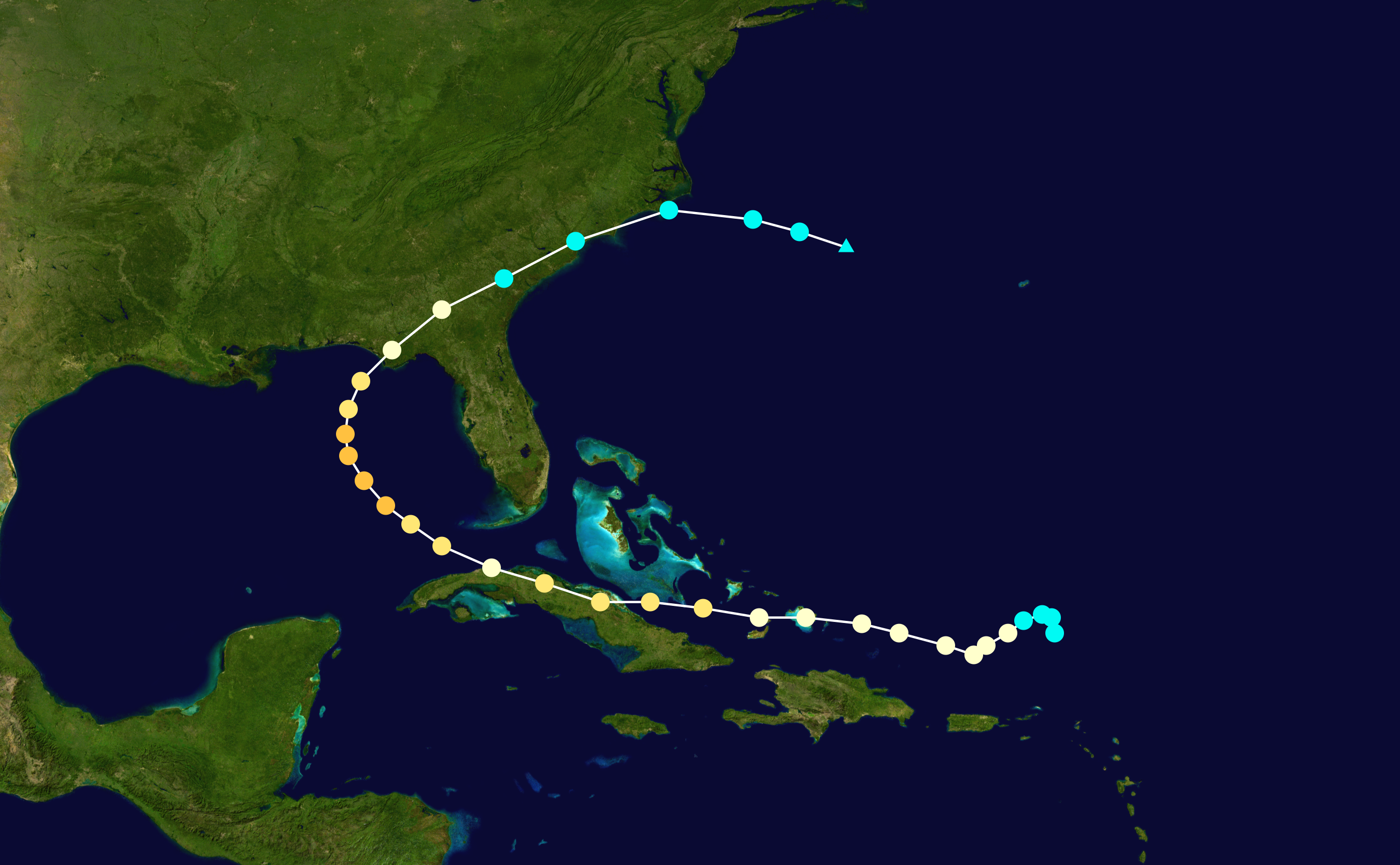
Траєкторія руху Урагану Кейт

До утворення урагану Кейт більшу частину осені 1985 року на південному-сході Сполучених Штатів розташовувався хребет; водночас великий прогин зберігався в західній частині країни. У результаті погодні умови в Мексиканській затоці та західній частині Атлантичного океану в листопаді були більш типовими для кінця вересня, включаючи температуру поверхні моря 81 °F (27 °C). 13 листопада слабка тропічна хвиля почала взаємодіяти з западиною на північний-схід від Малих Антильських островів. Поступово організувався завдяки сприятливим умовам, і 15 листопада Мисливці за ураганами влетіли в цей район вказав на розвиток тропічного циклону. Оскільки шквальний вітер уже був присутній, система була негайно оголошена тропічним штормом Кейт, приблизно в 240 милях (385 км) на північний-схід від Сан-Хуана, Пуерто-Рико.
З хребтом на півночі Кейт рухалась на захід після розвитку, а низина верхнього рівня розвинулася на південний-захід від шторму. Поєднання цих двох забезпечувало сприятливий відтік, дозволяючи Кейт швидко посилюватись. 16 листопада шторм набув статусу урагану, рухаючись через південний-схід Багамських островів. Після тривалого зміцнення Кейт вийшов на сушу о 06:00 UTC 19 листопада над північно-центральною частиною Куби з чітко вираженим оком. Коли він вийшов на берег, у Кейт був тиск 967 мбар (28,6 дюйма рт. ст.) і швидкість вітру близько 110 миль/год (180 км/год). Ураган зберіг своє чітке око, рухаючись через північну Кубу, і приблизно через 12 годин після виходу на сушу він вийшов на південний-схід Мексиканської затоки на схід від Гавани. Протягом наступних 24 годин Кейт знову посилився біля південно-західного узбережжя Флориди, коли він пройшов приблизно за 85 миль (135 км) на південний захід від Кі-Веста. 20 листопада мисливці за ураганами спостерігали вітер зі швидкістю 125 миль/год (205 км/год), а буй зафіксував порив 136 миль/год (219 км/год); [4] це був найсильніший зареєстрований порив вітру від буя в Мексиканській затоці до урагану Лілі в 2002 році. На основі цих спостережень було підраховано, що Кейт досягла максимальної швидкості вітру приблизно 120 миль/год (195 км/год) близько 12:00 UTC 20 листопада.
Ураган Кейт зберігав максимальну інтенсивність близько 18 годин. 21 листопада холодний фронт, що рухався долиною Міссісіпі, відхилив ураган на північ і північний-схід. Поєднання прохолодніших вод і зсуву вітру з фронту послабило інтенсивність Кейт до 100 миль/год (160 км/год) до того часу, коли ураган обрушився на Кривий острів біля Мехіко-Біч, штат Флорида, пізно 21 листопада. Після виходу на сушу Кейт продовжила рух на північний-схід, перетнувши територію Джорджії та ослабши в тропічний шторм. Кейт вийшла з Північної Кароліни в Атлантичний океан пізно ввечері 22 листопада. Зіткнувшись із ще холоднішими водами та безперервним зсувом, шторм ще більше послабився, повернувшись на -південний-схід. 23 листопада Кейт перейшов у позатропічний циклон на захід від Бермудських островів, який закінчився о 18:00 UTC того дня.
До 2011 року Кейт вважався другим останнім листопадом ураганом, який досяг берега в Сполучених Штатах, після лише циклону 1925 року, який обрушився 1 грудня; однак систематичний повторний аналіз показав, що система 1925 року була лише тропічним штормом. У свою чергу Кейт взяла рекорд. Після виходу Кейт на сушу сезон 1985 року мав шість ураганів, які вразили Сполучені Штати, лише один менший від рекордних семи ураганів у 1886 році.

## Підготовка
До 18 листопада попередження про ураган діяло для південно-східних і центральних Багамських островів і островів Теркс і Кайкос. На півночі Пуерто-Рико та Домініканської Республіки було видано попередження про повені. Готуючись до приходу урагану влада змусила 360 000 людей евакуюватися з північно-центральної частини Куби.
Поки Кейт рухалася Багамськими островами Національний центр спостереження за ураганами (NHC) опублікував попередження про урагани з Джупітера до Форт-Майєрса, штат Флорида, включаючи Флорида-Кіс. Тодішній губернатор Флориди Боб Грем оголосив надзвичайний стан у шести округах Південної Флориди. Однак це було скасовано через відносно незначні наслідки в цьому районі. Офіційні особи рекомендували евакуацію Флорида-Кіс, що призвело до інтенсивного руху на заморському шосе та спонукало Червоний Хрест відкрити 12 притулків. У Кі-Весті було відкрито три притулки, але під час шторму ними скористалися лише 500 осіб. Більшість жителів вирішили пережити бурю вдома. У Форт-Лодердейлі школи були закриті, а жителі мобільних будинків вимушено залишили.
Невдовзі після того, як шторм досяг свого піку інтенсивності 20 листопада, NHC опублікував сповіщення про урагани з Гранд-Айла, Луїзіана до Сідар-Кі, Флорида. Пізніше того ж дня частину зони спостереження було оновлено до попередження від затоки Сент-Луїс, штат Міссісіпі, до Сент-Маркса, штат Флорида. Близько 20 000 працівників нафтових платформ у Мексиканській затоці були евакуйовані, багато з них гелікоптерами. USS Lexington покинув порт із військово-морської авіабази Пенсакола, щоб пережити шторм у відкритих водах, а літаки в цьому регіоні були направлені вглиб країни. Близько 100 000 людей уздовж узбережжя після того, як губернатор Боб Грем видав розпорядження про евакуацію в 13 округах, жителям Флориди було наказано покинути свої будинки. Близько 2000 людей перебували в 34 притулках у Панама-Сіті. На дорогах регіону утворилися затори через велику кількість евакуйованих. Частини узбережжя Мексиканської затоки у Флориді були під загрозою урагану «Елена» на початку сезону, і деякі евакуйовані під час шторму мали намір не виїжджати під час Кейт через погані умови укриття, з якими вони зіткнулися. Губернатор Грем активував 300 членів Національної гвардії Флориди, щоб запобігти мародерству та допомогти в евакуації. Одна людина померла від серцевого нападу, викликаного стресом в Чіплі після евакуації. За межами Флориди близько 2200 людей покинули Гранд-Айл, Луїзіана.
Після того, як Кейт вийшла на берег, NHC опублікував штормові попередження вздовж східного узбережжя Сполучених Штатів від Сент-Огастіна, Флорида до Шінкотіга, Вірджинія.

## Наслідки

### Карибський басейн і острови Теркс і Кайкос
На початку свого існування ураган «Кейт» затопив один човен поблизу Пуерто-Рико та вивів з ладу три інших. П'ятьох членів екіпажу затонулого човна вдалося врятувати через 17 годин. Кілька будинків на півночі Пуерто-Рико були пошкоджені, сотні людей були змушені евакуюватися. Повідомлялося також про повені в Домініканській Республіці, зокрема навколо столиці Санто-Домінго.
На островах Теркс і Кайкос спостерігалися сильні опади та швидкість вітру до 97 км/год. На Ямайці сильні опади спричинили селеві потоки, які, у свою чергу, заблокували 23 великі та другорядні дороги та зруйнували багато мостів, водопропускних труб та водостоків. Загалом повінь завдала серйозної шкоди сільському господарству, особливо в округах Кларендон, Манчестер, Сент-Енн, Сент-Елізабет і Трелоні. Повідомлялося про сім смертельних випадків, тоді як вартість пошкоджень становила приблизно 3 мільйони доларів (1985 доларів США).
Коли Кейт рухалася по північній частині Куби, це викликало сильний вітер, який досягав максимальної швидкості 75 миль/год (120 км/год) у Сагуа-ла-Гранде. Максимальна швидкість поривів вітру досягала 104 миль/год (167 км/год) у Варадеро, а вітер у столиці Гавані досягав 70 миль/год (110 км/год). У Гавані сильний вітер спричинив відключення електроенергії та зруйнував будівлі. Хвилі заввишки 9 футів (2,7 м) торкнулися набережної міста. За межами Гавани ураган пошкодив цукрові заводи та велику частину врожаю цукрової тростини по всьому острову вітри знищили 3653  милі 2 (9461  км 2) цукрової тростини та 34 000 тонн (37 000 тонн) цукру. Шторм також знищив 141 000 тонн (139 000 довгих тонн; 155 000 коротких тонн) бананів і 87 078 тонн (85 703 довгих тонни; 95 987 коротких тонн) інших фруктів і овочів. На всьому острові Кейт пошкодила 88 207 будинків і зруйнувала 4 382 інші, постраждавши 476 891 людину. Пошкоджено багато громадських будівель, зокрема школи. По всій країні Кейт вбила 10 людей і поранила близько 50 осіб. Збитки були оцінені в 400 мільйонів доларів США, що було найвищим показником серед усіх ураганів, що обрушилися на сушу з 1903 по 1998 рік, без урахування інфляції.